# مقاطعة جنان الورد

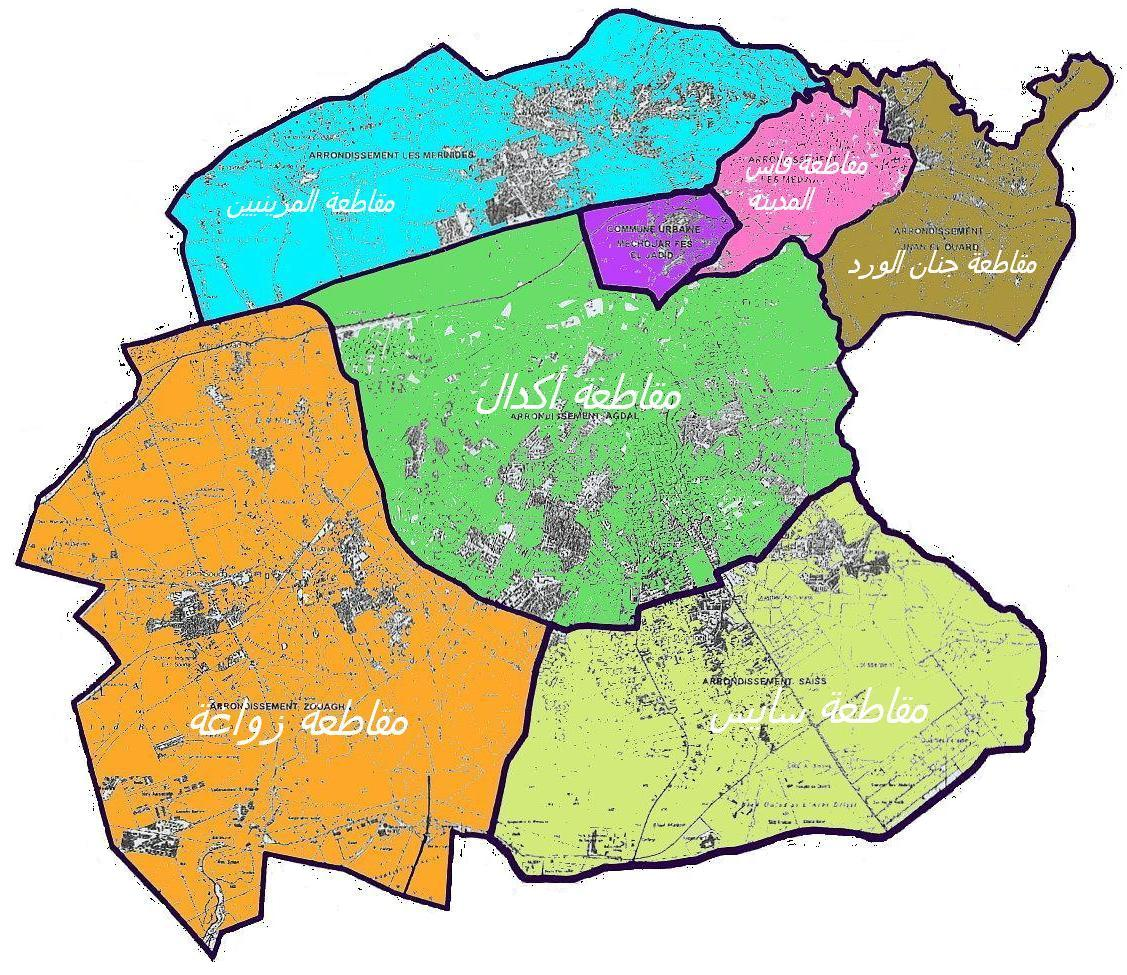
التقسيم الاداري لمقاطعات مدينة فاس
(مقاطعة جنان الورد بالبنّي)

مقاطعة جنان الورد هي جزء من التقسيم الإداري لولاية فاس، تضم هذه المقاطعة 174.226 نسمة (إحصاء سنة 2004).
- - المساحة الإجمالية : ؟؟؟؟ كلم²
  - نسبة التمدرس : الذكور %؟؟؟؟ الإناث %؟؟؟؟

## أهم الأحياء
- حي باب الفتوح
- حي عين النقبي
- حي الجنانات
- حي صهريج اكناوة
- دوار ريافة
- سهب الورد
- المصلى
- الطاهريين
- سيدي بوجيدة
- حي جنان بوطاعة
- حي جنان الدرادر